# Sorteo Extraordinario del Niño

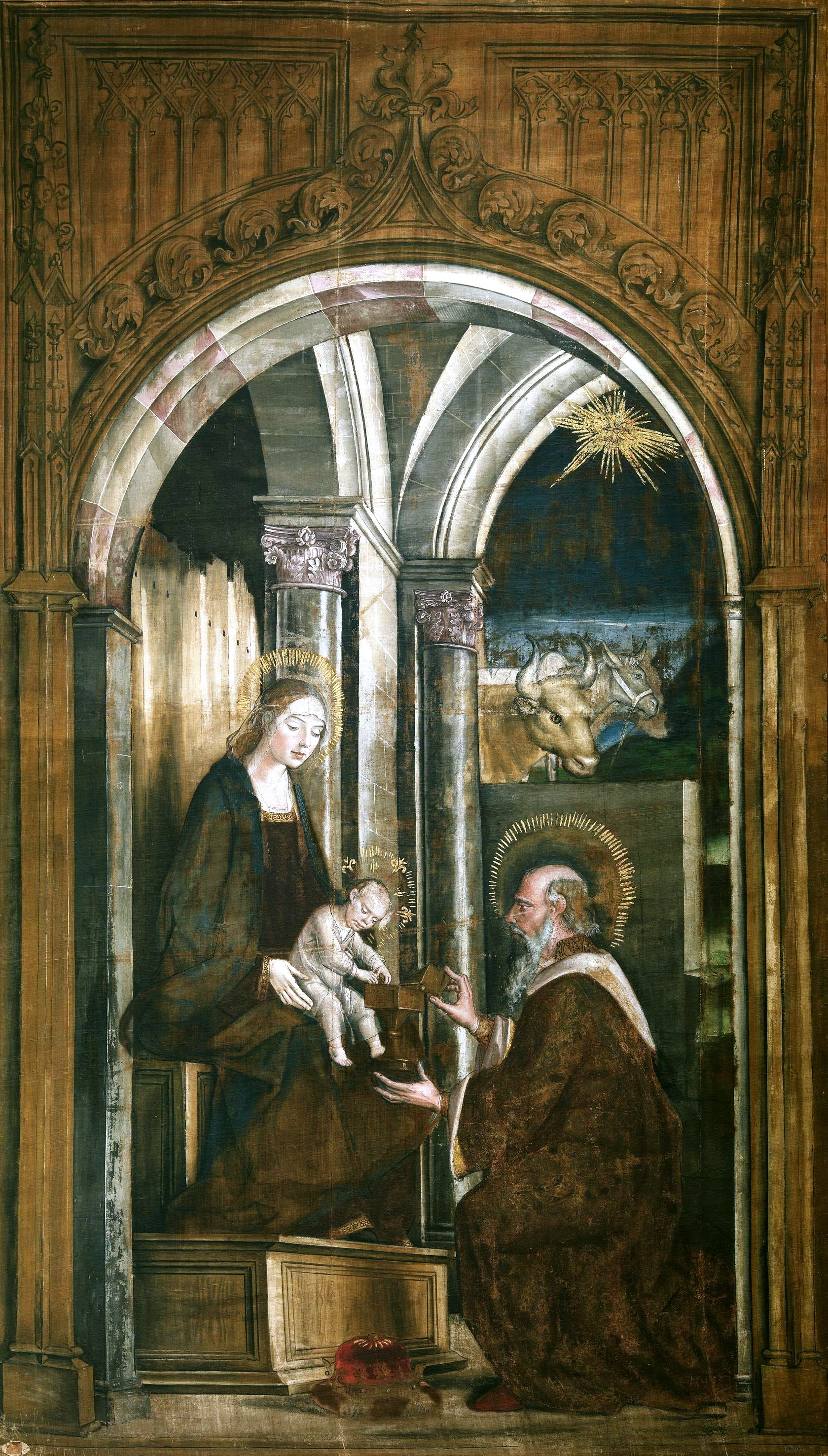
Los décimos del sorteo de 2025 están ilustrados por Adoración del primer Mago de Pedro Berruguete (1493-1499, óleo sobre tabla, 350 x 206 cm, Museo del Prado).

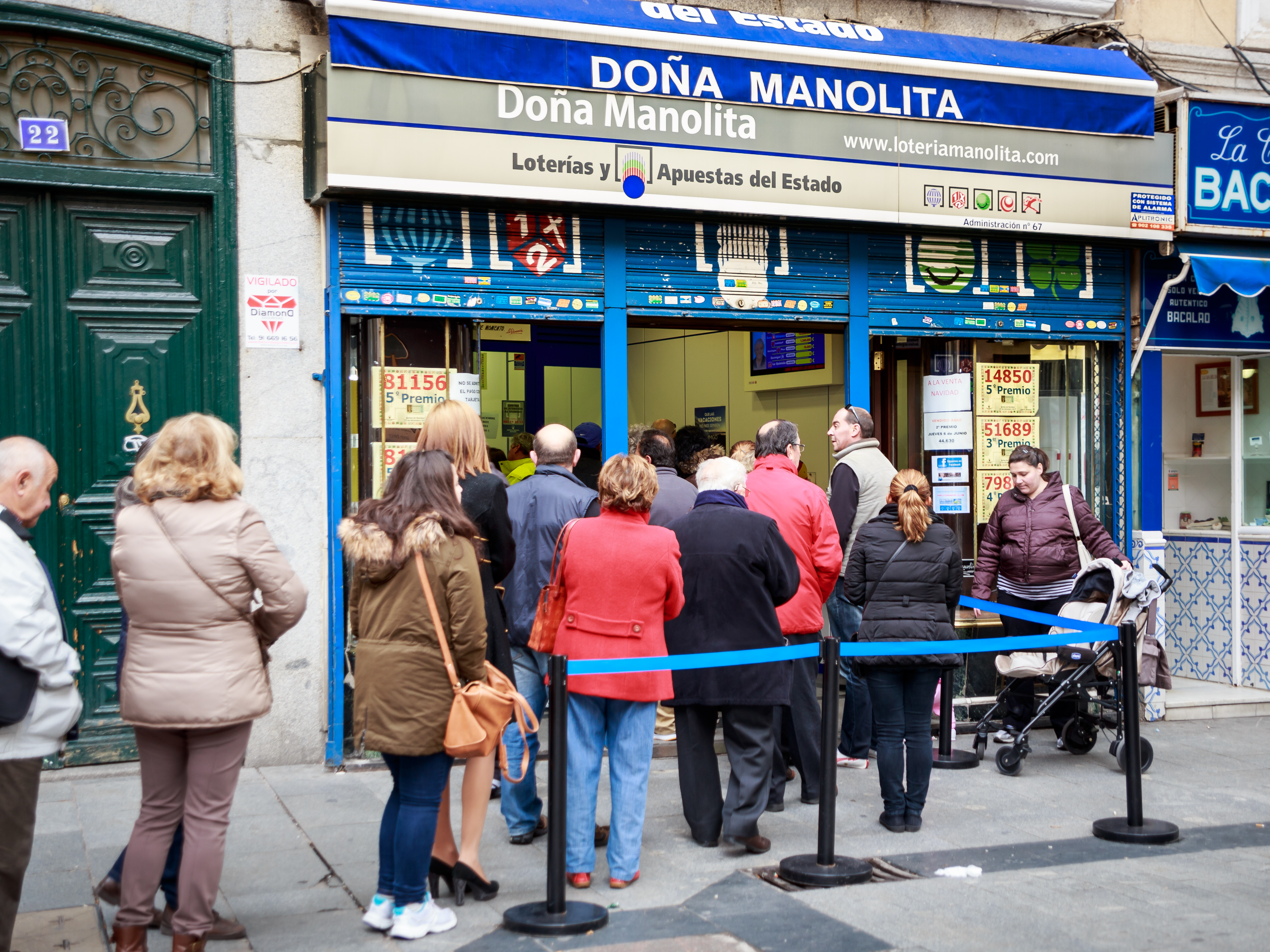
Doña Manolita

El Sorteo Extraordinario de "El Niño", también conocido como Sorteo de "El Niño" o Lotería de "El Niño" o Lotería del Niño", es el segundo de los sorteos de lotería más populares que se celebran en España después del Sorteo de Navidad. Se lleva a cabo cada 6 de enero, coincidiendo con la festividad de los Reyes Magos, y tiene lugar, generalmente, en el salón de sorteos de Loterías y Apuestas del Estado, en Madrid. El primer premio recibe el nombre de El Gordo (aunque de forma menos popular que en el Sorteo de Navidad) y tiene un valor de dos millones de euros al billete (200 000 euros por décimo). El periodo de venta de este sorteo se extiende desde comienzos de noviembre hasta el día previo al sorteo. Es tradición cambiar los décimos premiados con el reintegro de la Lotería de Navidad por nuevos décimos para "el Niño".

## Historia
El investigador Gabriel Medina Vílchez sostiene que la granadina María del Carmen Hernández y Espinosa de los Monteros, duquesa de Santoña, pudo ser la precursora de este sorteo con la Rifa Nacional del Niño. En 1877 el rey Alfonso XII le eximió de pagar el impuesto del 4% que por aquel momento pagaban al Tesoro Nacional todas las rifas. A partir de 1966 queda instaurada la denominación de "El Niño".
Es indudable que estos sorteos existían con anterioridad a estos años y que fueron así conocidos popularmente, quizás por la proximidad a la Epifanía del Señor o Adoración del Niño por los Magos de Oriente.[cita requerida]
Hay constancia de que fue institucionalizado en 1941, por el entonces director general de Timbre y Monopolios, general F. Roldán, y a raíz del rotundo éxito que supuso el primer sorteo celebrado (antes de la celebración de la Epifanía del Señor), se decidió al año siguiente, 1942, transformarlo en sorteo extraordinario, configurándose así en un sorteo con personalidad y denominación propias, hasta convertirse en el segundo sorteo en importancia de la Lotería Nacional (tras el de Navidad).
En 1941 el sorteo constaba de cuatro series de 42.000 billetes cada una, a 150 pesetas el billete, dividido en décimos de 15 pesetas Se vendieron 166.668 billetes con una recaudación de 25.230.000 pesetas que reportaron un beneficio de 7.700.300 pesetas al Estado. Por aquellos entonces su programa de premios contaba con cinco grandes premios:
- Un premio de 500.000 pesetas por billete.
- Un premio de 300.000 pesetas por billete.
- Un premio de 150.000 pesetas por billete.
- Un premio de 75.000 pesetas por billete.
- Un premio de 50.000 pesetas por billete.

En 1942, el primer sorteo extraordinario del año emitía tres series de 56.000 billetes cada una, a 250 pesetas el billete, dividido en décimos de 25 pesetas; y además empezaron a otorgar reintegros.
En 1946 comenzaron a otorgarse premios de terminación y de reintegro.
Estos sorteos se han celebrado ininterrumpidamente por el sistema antiguo o tradicional hasta 1965 y por el sistema Moderno o de Bombos Múltiples desde el siguiente año, 1966.
Hasta el año 1999, el sorteo se celebraba el día 5 de enero, siendo en el año 2000 cuando este pasó a realizarse el día 6 de enero. Desde el 1 de enero de 2013, todos los sorteos comienzan a tener una retención del 20% cuando el premio es mayor que 40.000 euros (excluyendo los primeros 40.000 euros del premio). Por lo tanto, este sorteo extraordinario del niño se convierte en el primero en que el ganador no gana el premio íntegro.
En 2014, a los tradicionales premios a la serie, se añade por primera vez un premio a un solo décimo, valorado en 40 millones de euros, siendo el mayor premio de la Lotería Nacional hasta ahora. En 2015 este premio extraordinario fue suprimido.

## Características
Las fracciones reciben el nombre de décimos porque vienen agrupados en dos tiras de cinco, llamadas billetes. Es decir un billete = diez décimos. De cada número se emiten series, es decir, cada billete tiene su número de serie. La emisión es de 50 series de 100.000 billetes cada una (del 00000 al 99999), al precio de 200 euros el billete, dividido en décimos de 20 euros. O dicho de otra manera, cada número (00000, 00001, 00002, ..., 99.998, 99.999) obtiene 50 series, formada cada una de un billete (10 décimos) por número.
El total de la emisión asciende a 1000 millones de euros, de los cuales se destina a premios el 70 % de la emisión (700 millones de euros), teniendo un atractivo programa de premios, ya que reparte un total de 37.812 premios por serie. El 30% restante se destina al pago de comisiones a los puntos de venta (3,70%), a gastos de administración y al Tesoro Público (aproximadamente el 22%).

### Premios
PRINCIPALES:
- Un primer premio de 2.000.000 € por billete (200.000 € por décimo).
- Un segundo premio de 750.000 € por billete (75.000 € por décimo).
- Un tercer premio de 250.000 € por billete (25.000 € por décimo).

EXTRACCIONES ESPECIALES (2 extracciones de 4 cifras, 14 extracciones de 3 cifras y 5 extracciones de 2 cifras):
- 20 premios de 3.500 € por serie para los números cuyas 4 últimas cifras coincidan con cualquiera de las 2 extracciones especiales de 4 cifras (con un total de 70.000 € por serie; 350 € por décimo)
- 1.400 premios de 1.000 € por serie para los números cuyas 3 últimas cifras coincidan con cualquiera de las 14 extracciones especiales de 3 cifras (con un total de 1.400.000 € por serie; 100 € por décimo).
- 5.000 premios de 400 € por serie para los números cuyas 2 últimas cifras coincidan con cualquiera las de las 5 extracciones de 2 cifras (con un total de 2.000.000 € por serie; 40 € por décimo).

APROXIMACIONES: (en los 5 últimos casos de la lista se dan 100 € por décimo)
- 2 aproximaciones de 12.000 € por serie para los números anterior y posterior del primer premio (total de 24.000 € por serie; 1.200 € por décimo)
- 2 aproximaciones de 6.100 € por serie cada una, para los números anterior y posterior al del que obtenga el premio segundo (12.200 € por serie en total; 610 € por décimo)
- 99 premios de 1.000 € por serie cada uno, para los 99 números restantes de la centena del primer premio (99.000 € por serie).
- 99 premios de 1.000 euros por serie cada uno, para los 99 números restantes de la centena del segundo premio (99.000 € por serie).
- 99 premios de 1.000 € por serie cada uno, para los billetes cuyas tres últimas cifras coincidan con el primer premio (99.000 € por serie).
- 99 premios de 1.000 € por serie cada uno, para los billetes cuyas tres últimas cifras coincidan con el segundo premio (99.000 € por serie).
- 999 premios de 1.000 € cada uno, para los billetes cuyas dos últimas cifras coincidan con el primer premio (999.000 € por serie).

REINTEGROS: (se dan 20 € por décimo en cualquiera de los 3 casos)
- 9.999 reintegros de 200 € cada uno, para los billetes cuya última cifra sea igual a la del primer premio (1.999.800 € por serie).
- 10.000 reintegros de 200 € cada uno, para los billetes cuya última cifra sea igual a la de la primera extracción especial de una cifra (2.000.000 € por serie).
- 10.000 reintegros de 200 € cada uno, para los billetes cuya última cifra sea igual a la de la segunda extracción especial de una cifra (2.000.000 € por serie).

## Impuestos de la Lotería del Niño
En 2012, la economía española enfrentaba una situación crítica, lo que llevó a España a aceptar el rescate bancario de la Unión Europea y el Fondo Monetario Internacional. En ese contexto, el ministro de Hacienda de la época, Cristóbal Montoro, propuso gravar por primera vez los premios de la lotería como una medida para generar ingresos adicionales y corregir los desequilibrios económicos. Esta medida se implementó con la ley 16/2012 del 27 de diciembre, introduciendo diversas medidas tributarias para consolidar las finanzas públicas y corregir rápidamente los principales desequilibrios económicos.
La ley entró en vigor el 1 de enero de 2013, estableciendo un gravamen del 20% sobre los premios de la lotería, aunque siempre se mantendría una parte exenta. Desde 2013 hasta 2020, la cantidad exenta ha variado, hasta los 40.000€ de hoy en día.
Por ejemplo, el ganador del Sorteo del Niño del 6 de enero no recibiría íntegros los 200.000€ por décimo, sino que tributaría al 20% sobre 160.000€ (200.000€ - 40.000€ exentos), resultando en una retención de 32.000€ y un premio neto de 168.000€.
Actualmente, existen seguros que cubren estos impuestos, pagando una prima por apuesta. Si el número asegurado resulta premiado, la aseguradora reembolsaría el importe de los impuestos. Así, en el caso del Sorteo del Niño, se recibirían los 32.000€ adicionales. Estos 32.000€ tributarán en la declaración de la renta del año siguiente, incrementando ligeramente la ganancia total.

## Premios Gordos y ciudades agraciadas
- 2025: 78.908 León
- 2024: 94.974 Alcoy (Alicante), Arroyo de la Encomienda (Valladolid), Corbera de Llobregat (Barcelona), El Escorial (Madrid), Játiva (Valencia), Jerez de la Frontera (Cádiz), León,[6] Murcia, Zaragoza
- 2023: 89.603 La Escala (Gerona)
- 2022: 41.665 Logroño
- 2021: 19.570 Alhaurín de la Torre (Málaga), Bilbao, Calatayud (Zaragoza), Estepona (Málaga), Gerona, Madrid, Manises (Valencia)
- 2020: 57.342 Lorca (Murcia), Madrid, Manises (Valencia), Mollet del Vallès (Barcelona), Quintanar de la Orden (Toledo), Rianjo (La Coruña), Vilanova del Camí (Barcelona), Villarejo de Órbigo (León)
- 2019: 37.142 Barcelona
- 2018: 05.685 Bilbao
- 2017: 08.354 Torrente (Valencia).[7]
- 2016: 22.654 Orihuela (Alicante), Roquetas de Mar (Almería), Gijón (Asturias), Badalona (Barcelona), Barcelona, San Vicente de Castellet (Barcelona), Bilbao, Algeciras (Cádiz), Conil de la Frontera (Cádiz), Jerez de la Frontera (Cádiz)
- 2015: 55.487 Leganés (Madrid)
- 2014: 76.254 Monforte de Lemos (Lugo)
- 2013: 30.875 Alicante
- 2012: 71.208 San Leonardo de Yagüe (Soria), Huerta de Rey (Burgos)
- 2011: 70.013 Madrid
- 2010: 58.588 Castelldefels (Barcelona)[8]
- 2009: 28.920 Tarrasa (Barcelona)
- 2008: 87.657 Castellón de la Plana
- 2007: 92.034 Albacete, Ferrol (La Coruña), Medina de Rioseco (Valladolid)
- 2006: 60.657 Torres de Cotillas (Murcia)
- 2005: 56.139 San Pol de Mar (Barcelona)
- 2004: 19.459 Madrid
- 2003: 89.836 Madrid
- 2002: 10.320 Barcelona, Hospitalet de Llobregat (Barcelona), Vich (Barcelona), Baracaldo (Vizcaya), Málaga, Granada, El Ejido (Almería), Leganés (Madrid), Parla (Madrid), Santa María de Cayón (Cantabria), Valladolid, Albacete, Langreo (Asturias)
- 2001: 60.527 Oviedo (Asturias)
- 2000: 22.897 Gandía (Valencia)
- 1999: 33.638 Garachico (Tenerife), Madrid, Alcobendas (Madrid), Bilbao, Éibar (Guipúzcoa), Villamañán (León), Castril (Granada)
- 1998: 09.122 Baracaldo (Vizcaya), Ceutí (Murcia)
- 1997: 13.387 Soria, Córdoba, Almería, Premiá de Mar (Barcelona), Puerto de la Cruz (Tenerife)
- 1996: 93.561 Sort (Lérida), Barruelo de Santullán (Palencia), Lérida, Porqueras (Gerona), Esplugas (Barcelona), Santander (Cantabria), Úbeda (Jaén), Sevilla
- 1995: 91.239 Santa Cruz de Mudela (Ciudad Real), Madrid, Jaén, Valencia, Azcoitia (Guipúzcoa)
- 1994: 08.036 Sort (Lérida)
- 1993: 76.372 Cangas del Narcea (Asturias)
- 1992: 22.947 Palma de Mallorca
- 1991: 83.241 Madrid
- 1990: 96.722 Épila (Zaragoza), Gijón (Asturias), Las Palmas de Gran Canaria
- 1989: 29.731 Barcelona, Palencia, Cartagena (Murcia), Gélida (Barcelona), Bilbao
- 1988: 57.730 Barcelona
- 1987: 04.675 Almería, Málaga, Madrid, Arenys de Mar (Barcelona), Huelva, Vitoria, Orense, Alcañiz (Teruel), Las Palmas de Gran Canaria, Palencia, Mondoñedo (Lugo), León, Crevillente (Alicante)
- 1986: 37.220 Barcelona, Valladolid, Madrid, Vigo (Pontevedra), Guecho (Vizcaya)
- 1985: 87.449 León
- 1984: 25.760 Ciudad Real
- 1983: 49.612 Teruel
- 1982: 06.549 Jaén, Madrid, Logroño, Murcia, Barcelona, Santander, Valencia, Guecho (Vizcaya), Gijón (Asturias), Benidorm (Alicante)
- 1981: 69.713 Bilbao
- 1980: 14.746 Sevilla
- 1979: 68.180 Arévalo (Ávila)
- 1978: 52.775 Bilbao
- 1977: 67.769 Madrid
- 1976: 72.246 Villagarcía de Arosa (Pontevedra)
- 1975: 39.155 Las Palmas de Gran Canaria
- 1974: 37.251 Masamagrell (Valencia)
- 1973: 43.278 Valencia
- 1972: 35.559 Granada, Barcelona, San Sebastián, Bilbao, Madrid, Logroño, Badajoz, Valencia
- 1971: 25.615 Madrid
- 1970: 48.233 Vélez-Málaga (Málaga)
- 1969: 44.460 Bilbao
- 1968: 32.975 Sevilla
- 1967: 68.185 Madrid
- 1966: 30.684 Santa Cruz de Tenerife, Barcelona, Granada, Avilés (Asturias), Madrid, Bilbao
- 1965: 01.357 Madrid, Toledo, Barcelona, Zaragoza, Sama de Langreo (Asturias)
- 1964: 09.901 Madrid, Barcelona, Bilbao, Córdoba, Zaragoza
- 1963: 18.886 León, Barcelona, Bilbao, San Sebastián, Oñate (Guipúzcoa), Teruel, Valencia, Zaragoza
- 1962: 13.310 Linares (Jaén), Ceuta, Don Benito (Badajoz), Barcelona, Madrid, Sevilla, Valencia
- 1961: 04.618 Cartagena (Murcia)
- 1960: 56.878 Gijón (Asturias)
- 1959: 12.200 Palencia, Madrid, Sevilla, Barcelona, Astorga (León)
- 1958: 06.576 Medina Sidonia (Cádiz), Toledo, Barcelona, Bilbao, Madrid
- 1957: 35.031 Madrid
- 1956: 43.650 Sueca (Valencia), Tapia de Casariego (Asturias), Avilés (Asturias), Archena (Murcia), Getafe (Madrid), Vera (Almería), Los Barrios (Cádiz), Marmolejo (Jaén)
- 1955: 45.551 Barcelona, Oviedo, Sevilla, Lugo, Bilbao, Zaragoza, Madrid
- 1954: 35.520 Valencia
- 1953: 12.122 Inca (Mallorca), Palma de Mallorca, Valencia, Barcelona, Madrid, Zaragoza
- 1952: 18.280 Barcelona
- 1951: 56.277 Madrid
- 1950: 42.370 Madrid, Barcelona, Sevilla, Palma de Mallorca
- 1949: 01.906 Oviedo, Sevilla, Barcelona
- 1948: 57.803 Madrid
- 1947: 39.236 Madrid
- 1946: 10.671 Coín (Málaga), Palma de Mallorca, Barcelona, Jerez de la Frontera (Cádiz), Bilbao
- 1945: 14.862 Pamplona, Valencia, Bilbao, Jerez de la Frontera (Cádiz), Barcelona
- 1944: 44.131 San Sebastián
- 1943: 41.107 Barcelona
- 1942: 52.434 Murcia
- 1941: 23.594 Sevilla
- 1940: 28.318 Valencia, Jerez de la Frontera (Cádiz)
- 1939: 33.299 Barcelona
- 1938: 17.215 Valencia
- 1937: 28.390
- 1936: 35.920 Barcelona, Murcia, Bilbao
- 1935: 32.945 Madrid
- 1934: 04.347 Baeza (Jaén), La Línea de la Concepción (Cádiz), Barcelona
- 1933: 38.984 Madrid
- 1932: 44.489 Palma de Mallorca
- 1931: 13.959 Barcelona, Cádiz
- 1930: 18.693 Madrid, San Sebastián, Salamanca
- 1929: 03.204 Cazalla de la Sierra (Sevilla), Madrid, Barcelona
- 1928: 40.897 Ceuta
- 1927: 17.270 Madrid, San Sebastián
- 1926: 37.267 Madrid
- 1925: 31.219 Barcelona, Salamanca
- 1924: 12.130 La Carolina (Jaén), Madrid, Barcelona
- 1923: 03.876 Valencia, Barcelona, San Sebastián
- 1922: 05.320 Madrid, Valencia
- 1921: 23.588 Santander
- 1920: 33.915 Valladolid
- 1919: 11.032 Málaga, Madrid, Barcelona, Algeciras (Cádiz)
- 1918: 20.182 Madrid
- 1917: 09.434 Madrid, Barcelona, Valencia
- 1916: 20.950 Castejón (Navarra), Barcelona, Segovia, Bilbao
- 1915: 26.100 Barcelona
- 1914: 23.726 Madrid, Barcelona
- 1913: 24.779 Sevilla
- 1912: 25.714 La Línea de la Concepción (Cádiz)
- 1911: 22.879 Oviedo (Asturias)
- 1910: 03.974 Antequera (Málaga)
- 1909: 11.633 Madrid
- 1908: 03.897 Fermoselle (Zamora)

## Provincias que nunca han sido agraciadas con El Gordo
Cáceres, Cuenca, Guadalajara, Huesca, Tarragona y Melilla nunca han tenido el premio Gordo vendido en sus administraciones.

## Números que nunca han sido agraciados con El Gordo
El Gordo nunca ha empezado por: 00, 02, 07, 15, 16, 21, 27, 34, 36, 46, 47, 50, 51, 53, 54, 59, 61, 62, 63, 64, 65, 66, 73, 74, 75, 77, 78, 79, 80, 81, 82, 84, 85, 86, 88, 90, 95, 97, 98, 99
El Gordo nunca ha terminado en: 02, 05, 09, 11, 16, 17, 21, 23, 24, 25, 28, 29, 35, 37, 40, 43, 44, 48, 52, 53, 56, 58, 63, 64, 66, 68, 73, 81, 83, 91, 92, 95, 96, 98

## Números más bajo y más alto del primer premio
- 01.357 (en 1965)
- 96.722 (en 1990)